# 石橋義雄
石橋 義雄（いしばし よしお、1892年8月4日 - 1976年2月26日）は、日本の経営者、銀行家。北國銀行頭取を務めた。

## 経歴
福岡県出身。1914年に長崎高等商業学校を卒業し、同年5月に日本銀行に入行。
1945年4月に監事に就任し、1947年2月には北國銀行頭取に就任し、1961年1月から1966年7月までに会長を務めた。
1957年に黄綬褒章を受章し、1965年に勲四等旭日小綬章を受章。
1976年2月26日、心不全のために死去。83歳没。